# Brunfelsia mire
Brunfelsia mire là loài thực vật có hoa trong họ Cà. Loài này được Monach. mô tả khoa học đầu tiên năm 1953.